# 14. emerytura
14. emerytura (pot. „czternastka”) – kolejne po 13. emeryturze dodatkowe roczne świadczenie pieniężne dla emerytów i rencistów istniejące w Polsce od 2021 roku, zrealizowane przez rząd Prawa i Sprawiedliwości. Od 2023 roku wprowadzone na stałe. 

## Wysokość 14. emerytury
Czternasta emerytura w pełnej wysokości wynosi nie mniej niż wysokość najniższej emerytury w danym roku. W przypadku osób z podstawową emeryturą lub rentą powyżej 2 900 złotych brutto wysokość dodatkowego świadczenia jest pomniejszana według zasady „złotówka za złotówkę”. Jeśli w wyniku tego pomniejszenia wysokość tego świadczenia byłaby niższa niż 50 złotych, świadczenie to nie zostanie przyznane. Wysokość 14. emerytury na dany rok, jak i miesiąc wypłaty, określa rozporządzenie Rady Ministrów do 31 października danego roku. 14. emerytura podlega opodatkowaniu i oskładkowaniu na ogólnych zasadach.
| Rok  | Najniższa emerytura | 14. emerytura w pełnej wysokości | 14. emerytura w pełnej wysokości |
| Rok  | Najniższa emerytura | Kwota brutto                     | Kwota netto                      |
| ---- | ------------------- | -------------------------------- | -------------------------------- |
| 2021 | 1 250,88 zł         | 1 250,88 zł                      | 1 066,24 zł                      |
| 2022 | 1 338,44 zł         | 1 338,44 zł                      | 1 217,98 zł                      |
| 2023 | 1 588,44 zł         | 2 650 zł                         | 2 202,50 zł                      |
| 2024 | 1 780,96 zł         | 1 780,96 zł                      | 1 492,67 zł                      |
| 2025 | 1 878,91 zł         | 1 878,91 zł                      | 1 709,81 zł                      |

## Krytyka świadczenia
14. emerytura jest oceniana jako rozwiązanie nieuczciwe wobec osób, które pracowały dłużej, co może doprowadzić do uznania, że praca „na biało” w dłuższej perspektywie się nie opłaca. 
Zwraca się uwagę na to, że nowe świadczenie może nie uwzględniać rzeczywistej sytuacji majątkowej emerytów, gdyż czternastkę otrzymują także osoby bogate, które odprowadziły mało składek.
Ogólnopolskie Porozumienie Związków Zawodowych zwracało uwagę, że 14. emerytura jest rozwiązaniem doraźnym i w perspektywie długofalowej nie poprawi sytuacji materialnej emerytów i rencistów z niskimi świadczeniami.